# Amanti crudeli
Amanti crudeli (Slightly French) è un film del 1949 diretto da Douglas Sirk.
È una commedia musicale a sfondo romantico statunitense con Dorothy Lamour, Don Ameche e Janis Carter.

## Produzione
Il film, diretto da Douglas Sirk su una sceneggiatura di Karen DeWolf con il soggetto di Herbert Fields, fu prodotto da Irving Starr per la Columbia Pictures Corporation e girato a Los Angeles, California, dal 9 gennaio 1948 al 2 marzo 1948. Il titolo di lavorazione fu Let's Fall in Love.

## Colonna sonora
- Let's Fall in Love - di Harold Arlen e Ted Koehler, cantata da Don Ameche e Dorothy Lamour
- Fifi from the Follies Bergere - di Allan Roberts e Lester Lee, cantata da Dorothy Lamour
- Love Masquerade - di Allan Roberts e Lester Lee, cantata da Dorothy Lamour

## Distribuzione
Il film fu distribuito con il titolo Slightly French negli Stati Uniti dal 2 febbraio 1949 (première a Hollywood) al cinema dalla Columbia Pictures.
Altre distribuzioni:
- in Finlandia l'8 luglio 1949 (Valeranskatar)
- in Svezia il 18 luglio 1949 (Hans franska väninna)
- in Portogallo l'11 aprile 1951 (Francesa Feita à Pressa)
- in Germania Ovest il 28 aprile 1977 (Leicht französisch)
- in Brasile (Era Somente Amor)
- in Grecia (Eros a la gallika)
- in Italia (Amanti crudeli)

## Critica
Secondo il Morandini il film è una "commedia di intelligente eleganza sul mondo del cinema" che può vantare ottime interpretazioni musicali.

## Promozione
La tagline è: "THE ACCENT IS ON Fun!".